# Brodnica (gemeente in powiat Śremski)
De gemeente Brodnica is een landgemeente in het Poolse woiwodschap Groot-Polen, in powiat Śremski.
De zetel van de gemeente is in Brodnica.

## Oppervlakte gegevens
In 2002 bedroeg de totale oppervlakte van gemeente Brodnica 95,86 km², waarvan:
- agrarisch gebied: 69%
- bossen: 28%

De gemeente beslaat 16,68% van de totale oppervlakte van de powiat.

## Demografie
Stand op 30 juni 2004:
| Omschrijving                   | Totaal | Totaal | Vrouwen | Vrouwen | Mannen | Mannen |
| ------------------------------ | ------ | ------ | ------- | ------- | ------ | ------ |
| eenheid                        | aantal | %      | aantal  | %       | aantal | %      |
| inwoners                       | 4667   | 100    | 2308    | 49,5    | 2359   | 50,5   |
| bevolkingsdichtheid (inw./km²) | 48,7   | 48,7   | 24,1    | 24,1    | 24,6   | 24,6   |

In 2002 bedroeg het gemiddelde inkomen per inwoner 1515,93 zł.

## Aangrenzende gemeenten
Czempiń, Mosina, Śrem